# Batalha de Yerbal
A Batalha de Yerbal , também conhecida como Batalha do Erval ou Batalha das Pedras Altas , foi travada em 25 de maio de 1827 entre uma força de milícia do Exército Imperial Brasileiro e um destacamento de cavalaria argentino no contexto da Guerra da Cisplatina.

## Batalha
O tenente-coronel Bonifácio Isás Calderón, liderando 400 milicianos, confrontou um destacamento de cavalaria argentina com 891 homens nas proximidades de Pedras Altas . O comandante argentino, Juan Lavalle , decidiu fugir e foi perseguido até a noite. Lavalle e o capitão Maciel, seu segundo em comando, foram feridos enquanto atacavam os brasileiros.